# Giro de Italia 1911
La 3.ª edición del Giro de Italia se disputó entre el 15 de mayo y el 6 de junio de 1911, con un recorrido de 12 etapas y 3530,3 km, que el vencedor cubrió a una velocidad media de 26,216 km/h. La carrera comenzó y terminó en Roma.
Tomaron la salida 86 participantes, la mayoría de ellos italianos, y de los cuales sólo 24 llegaron a la meta final.
Carlo Galetti, ganador de tres etapas y líder durante siete días, fue el vencedor en la clasificación general, acompañado en el podio por Giovanni Rossignoli, ganador de una etapa y líder durante cuatro jornadas, y Giovanni Gerbi. Curiosamente, si la clasificación se hubiera basado en tiempo, Rossignoli habría ganado el Giro con más de media hora de ventaja sobre Galetti. El equipo Bianchi se consideró vencedor en la clasificación por equipos por ser el equipo del ciclista ganador. Lucien Petit-Breton fue el primer ciclista no italiano que lograba ser líder del Giro, aunque solo duró un día en esa condición.

## Etapas
| Etapa      | Fecha     | Recorrido          | type | Distancia (km) | Ganador             | Líder               |
| ---------- | --------- | ------------------ | ---- | -------------- | ------------------- | ------------------- |
| 1.ª etapa  | 15 de may | Roma – Florencia   |      | 394,1          | Carlo Galetti       | Carlo Galetti       |
| 2.ª etapa  | 17 de may | Florencia – Génova |      | 261,5          | Vincenzo Borgarello | Giovanni Rossignoli |
| 3.ª etapa  | 19 de may | Génova – Oneglia   |      | 274,9          | Giovanni Rossignoli | Giovanni Rossignoli |
| 4.ª etapa  | 21 de may | Oneglia – Mondovì  |      | 190,3          | Carlo Galetti       | Giovanni Rossignoli |
| 5.ª etapa  | 23 de may | Mondovì – Turín    |      | 302            | Lucien Petit-Breton | Giovanni Rossignoli |
| 6.ª etapa  | 25 de may | Turín – Milán      |      | 236,2          | Giuseppe Santhià    | Carlo Galetti       |
| 7.ª etapa  | 27 de may | Milán – Bolonia    |      | 394            | Dario Beni          | Carlo Galetti       |
| 8.ª etapa  | 29 de may | Bolonia – Ancona   |      | 283,4          | Lauro Bordin        | Carlo Galetti       |
| 9.ª etapa  | 31 de may | Ancona – Sulmona   |      | 218,7          | Ezio Corlaita       | Lucien Petit-Breton |
| 10.ª etapa | 2 de jun  | Sulmona – Bari     |      | 363,1          | Carlo Galetti       | Carlo Galetti       |
| 11.ª etapa | 4 de jun  | Bari – Pompeya     |      | 345,2          | Alfredo Sivocci     | Carlo Galetti       |
| 12.ª etapa | 6 de jun  | Nápoles – Roma     |      | 266,9          | Ezio Corlaita       | Carlo Galetti       |

## Clasificaciones

### Clasificación general
| Clasificación general |                     |               |                            |
| Ciclista              | Ciclista            | Equipo        | Puntos                     |
| --------------------- | ------------------- | ------------- | -------------------------- |
| 1.º                   | Carlo Galetti       | Bianchi       | 132 h 24 min 00 s - 50 pts |
| 2.º                   | Giovanni Rossignoli | Bianchi       | 58 pts                     |
| 3.º                   | Giovanni Gerbi      | Gerbi         | 84 pts                     |
| 4.º                   | Giuseppe Santhià    | Fiat          | 86 pts                     |
| 5.º                   | Ezio Corlaita       | Senior-Polack | 89 pts                     |
| 6.º                   | Dario Beni          | Fiat          | 93 pts                     |
| 7.º                   | Alfredo Sivocci     | Senior-Polack | 95 pts                     |
| 8.º                   | Eberardo Pavesi     | Bianchi       | 96 pts                     |
| 9.º                   | Giuseppe Contesini  | Independiente | 111 pts                    |
| 10.º                  | Gino Brizzi         | Independiente | 112 pts                    |

### Clasificación por equipos
| Clasificación general |         |        |
| Equipo                | Equipo  | Puntos |
| --------------------- | ------- | ------ |
| 1.º                   | Bianchi | -      |